# Festival Couleur Café

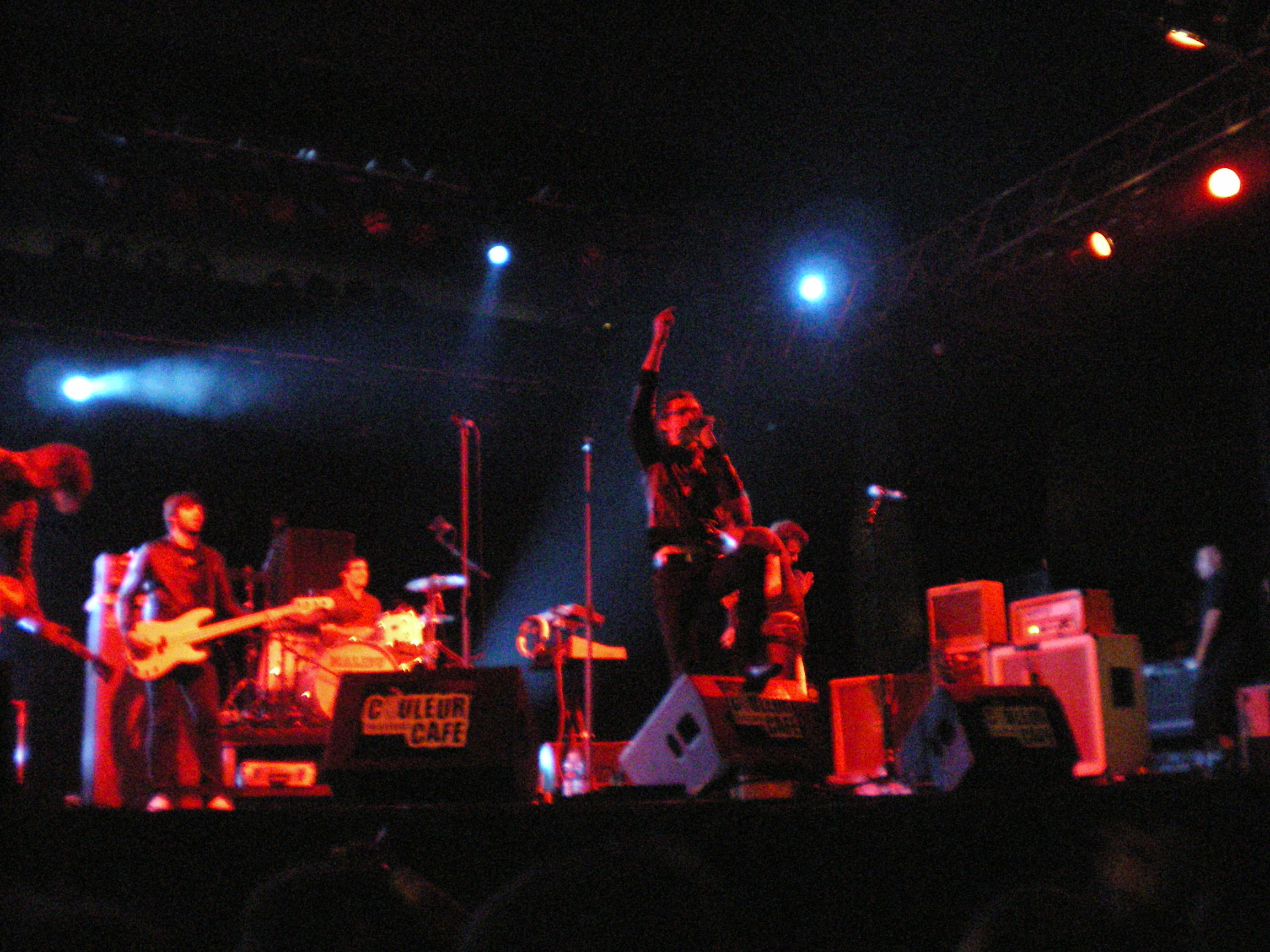
Festival Couleur Café.

El Festival Couleur Café es un festival de músicas del mundo y urbanas. Está organizado por la asociación sin ánimo de lucro Zig Zag. Tiene lugar anualmente en Bruselas en el emplazamiento Tour et taxis, el último fin de semana del mes de junio o, si se presenta el caso, a caballo entre junio y julio.

## Historia
A finales de los años 1980, Patrick Wallens -fundador de la asociación sin ánimo de lucro Zig Zag con Poney Gross- realiza el 'servicio civil' a favor de la Vénerie (centro cultural de Watermael-Boitsfort). Aprovecha un viaje que tiene que hacer con Mirko Popovitch a Suiza para descubrir el festival Paléo Festival de Nyon. Este será su inspiración para importar el concepto a Bruselas.
La propuesta consistía en un festival cargado de mestizaje y distensión que ofreciera algo distinto a otros festivales. Una de las novedades que pretendía incluir era la de no ubicar el recinto festivalero en "tierra de nadie", como ocurre con el festival Torhout-Werchter, por ejemplo. Querían anclar este festival en el tejido social de Bruselas y, por este motivo, se instaló desde la primera edición en 1990 en el edificio les Halles de Schaerbeek, un antiguo mercado situado en pleno centro de Bruselas. Este edificio se ha reconvertido en centro cultural europeo en 1972.
La programación en aquella época estaba centrada principalmente en músicas africanas y afro-cubanas. Los ingredientes para el éxito ya estaban presentes; mercadillos, decoración, restaurantes, artesanía y charangas. La primera edición acogió a 5.300 personas.
En 1994, debido a las obras que tuvieron lugar en los Halles de Schaerbeek, el festival se trasladó al complejo Tour et Taxis, joya de la arquitectura industrial en Europa. El antiguo centro de transbordo de mercancías está situado en plena ciudad, a lo largo del canal de Bruselas, a tan solo unos minutos del centro de la capital. Comprende varios edificios y almacenes de ladrillo, cristal y hierro forjado, muestras de su valor arquitectónico industrial. Las características del Tour et Taxis donan al festival de la extensión necesaria, así como de un decorado excepcional. La programación musical del festival recorre las músicas urbanas y se presenta, cada edición, más ecléctica. Este festival además abre sus puertas a nuevos descubrimientos y a la escena musical belga, gracias al concurso de talentos Wanted, pero permaneciendo siempre fiel al estilo worldbeat. A lo largo de los años, el carácter festivo y pluridisciplinar del festival se ha visto reforzado notablemente a través de la exposición temática Cool Art Café, destinada a las artes plásticas y la multiplicación de actividades extramusicales: cursos de baile, demostraciones de free style, ONG, etc.

## Progreso del festival
El festival ya no se anuncia solo como un festival de músicas del mundo, sino también como un festival de todo tipo de música que lleva ofreciendo, en sus últimas 3 ediciones (2006, 2007 y 2008), los estilos: R&B, Hip-Hop, World, Afro, Reggae, Ragga, Dub, Dancehall, Latino, Salsa, Son, Raï y Rock; así como un espacio dedicado a la música electrónica. La programación hace muestra de su eclecticismo gracias a la mezcla de artistas consagrados y otros por descubrir.
Estructurado como si de un gran pueblo se tratara con sus plazas y callejuelas, el festival ofrece, al margen de la música, numerosas animaciones, fuegos artificiales, talleres infantiles, cursos de baile y de música, exposiciones de arte que van desde el arte tradicional a un arte más contemporáneo, así como puntos de encuentros multiculturales.
El festival también propone un gran mercado artesanal con la presencia de los propios artesanos trabajando detrás de los puestos. Pueden encontrarse además toda variedad de especialidades culinarias de todo el mundo.
Todos los años, las ONG de ayuda al desarrollo participan en el festival. Reagrupadas en un lugar reservado para ellas, proponen animaciones, debates y ofrecen información.
Reducción de la emisión de CO2 - Desde 2005, la movilización se viene desarrollando, llegando a alcanzar un gran éxito desde 2006, ya que un tercio de los "festivaleros" (alrededor de 25.000 personas) han utilizado el transporte público para llegar al festival. La red de transportes de Bruselas, Stib, ofrece servicios gratuitos para los asistentes al festival, incluyendo los servicios nocturnos, Noctis. Existe un aparcamiento de bicicletas, así como uno de vehículos a cuatro ruedas en las proximidades del Tour et Taxis, y otro en Heysel, al que se puede acceder en minibús.
Reciclaje - Durante una manifestación de esta envergadura se producen importantes cantidades de desechos. Se invita a todos los participantes a separar los vasos y otros recipientes que seguirán después la vía del reciclaje.
Solidaridad - Se hace un llamamiento al público del festival para que colaboren con Oxfam-Solidarité aportando prendas y zapatos limpios y que puedan ser utilizados por otras personas. Hay un concurso, cuyo ganador podrá visitar los proyectos de la ONG SOS Villages d'enfants en Ruanda y Burundi.
Ética - No contentos con albergar ONG en el recinto del festival, la organización es ejemplar en cuanto a los productos que ofrece. Por causa del lobbying llevado a cabo por algunas organizaciones humanitarias, los organizadores han decidido, por ejemplo, no contar más con Bacardi.
En 2007, el festival ha acogido a cerca de 70.000 personas a lo largo de los tres días.

## Programación

### Edición de 2015
El vigésimo sexto aniversario del Festival Couleur Café, que coincide con la edición de 2015, tendrá lugar los días 03, 04 y 5 de julio de 2015.

### Edición de 2009
El vigésimo aniversario del Festival Couleur Café, que coincide con la edición de 2009, tendrá lugar los días 26, 27 y 28 de junio de 2009.
El primer artista confirmado para esta edición será Bénabar.

### Edición de 2008
Tuvo lugar los días 27, 28 y 29 de junio de 2008.
Los artistas que han participado en esa edición, ordenados por días, son:
- Viernes: Erykah Badu, Mc Solaar, Orishas, Asa, Gentleman, Calima, Ricardo Lemvo & Makina Loca, L'Orchestre National de Barbès, Bai Kamara Jr., Kery James, DJ Alha King, Konono N°1, The Caroloregians y Staff des Leaders.

- Sábado: Tiken Jah Fakoly, Los Van Van, Bernard Lavilliers, Kassav', Arsenal, Omar Perry, Raul Paz, Spok Frevo Orquestra, Parno Graszt, Bumcello, The Turntable Dubbers, Zulu 9.30, Monsoon, Body, Mind & Soul, Osman Martins y Volt Selector.

- Domingo: Zucchero, An African Tribute to James Brown, Jimmy Cliff, Massilia Sound System, Luciano, Le Peuple de l'Herbe, Psy4 De La Rime, Baloji, Natacha Atlas, Sahara Blues, Tumi & The Volume, James Deano, Asian Dub Groove, Superlux y Superamazoo.

### Edición de 2007
Tuvo lugar los días 29 y 30 de junio y el 1 de julio de 2007.
Los artistas que han participado en esa edición, ordenados por días, son:
- Viernes: Manu Dibango, UB40, Gotan Project, Sanseverino, Live From Buena Vista, Kelis, Patrice, Skarbone 14, Jaune Toujours, Manou Gallo, DJ Gaetano Fabri, Puturnayo presents Gipsy.CZ, Dubioza Kolektiv y DJ Click.

- Sábado: Rachid Taha, Yuri Buenaventura, Ziggy Marley, Cassius, Sniper, Daan, Ismael Lo, Puggy, Slang, The Tellers, Amazones, Les Blérots de R.A.V.E.L., Cosy Mozzy, Buscemi y Adrian Sherwood.

- Domingo: Johnny Clegg, The Roots, Sean Paul, Ayọ, Horace Andy, The Locos, Malibu Stacy, Pablo Andres, Joshua, Konga Vibes, Sierra Leone's Refugee All Stars, The Lubacovians, Lexus Legal & PNB, ABB y DJ Mehdi.

## Hecho destacable
Durante la edición de 2007, tuvo lugar un incendio el día 30 al comienzo de la noche en un almacén de material. Se precisó la evacuación de más de 20.000 asistentes al festival que se encontraban en el recinto Tour et Taxis. La gente permaneció en las calles de alrededor, al ritmo de las charangas del festival, que salieron para continuar la fiesta. No hubo ningún herido y, después de que los servicios de bomberos extinguieran el fuego, el festival reabrió sus puertas tras la interrupción de dos horas. Los conciertos se aplazaron.
Según fuentes cercanas a la policía y a los organizadores del festival, el incendio pudo ser provocado.

## Discografía
- 1999 - "10 ans Couleur Café" (Universal)
- 2002 - "Couleur Café 2002: Festival-cd"
- 2004 - "Festival Couleur Café - 15th" (BMG) con Sergent Garcia, Ska-P, Sizzla, Orishas, Salif Keïta, Burning Spear, Daniela Mercury, Cesária Évora, Youssou N'Dour, Gabriel Rios, Zuco 103, Habib Koité, Israel Vibration, Le Peuple de l'Herbe, Asian Dub Foundation, Capleton, Starflam y Buscemi.